# 聖みほ子
聖 みほ子（ひじり みほこ、7月28日 - ）は、日本の女性声優。広島県出身。以前はヒラタオフィス、劇団四季、ケンユウオフィス、ぷろだくしょん★A組（ジュニア）に所属していた。いずみたくミュージカルアカデミー基礎科・専門家、映像テクノアカデミア卒業。

## 出演作品

### 吹き替え
- アメリカン・パイ in ハレンチ課外授業
- グッド・ガール バッド・ガール
- クリミナル・マインド FBI行動分析課4
- CODE リョーコ（シシー）
- The Hills2
- 製パン王 キム・タック
- 善徳女王（領毛）
- チャームド 〜魔女3姉妹〜6
- ツイン・ショット
- ティンカー・ベルと妖精の家
- NUMBERS 天才数学者の事件ファイル
- HAWAII FIVE-0
- ベロニカは死ぬことにした
- レオン ※完全版新録
- LOSTファイナルシーズン

### 舞台
- アンティゴス（アンティゴネ）
- かたりえぬもの-リア王-（コーディリア・リーガン・ゴネリル）
- ディズニーミュージカル「美女と野獣」
- 劇団四季赤坂・福岡公演